# René Monory

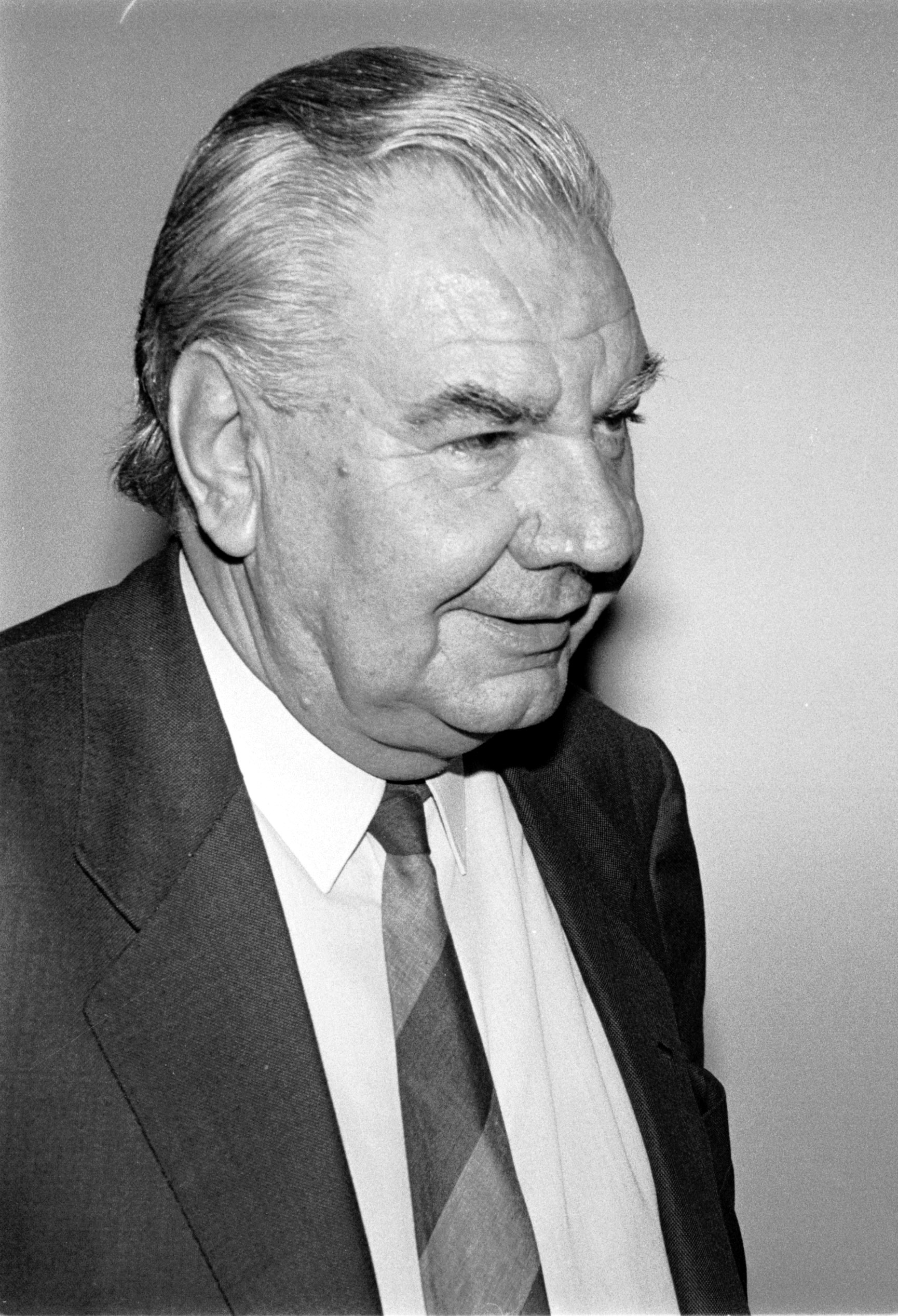
René Monory

René Monory (Loudun, 6 juni 1923 - aldaar, 11 april 2009) was een Frans centrumrechts politicus.

## Biografie
Monory begon zijn loopbaan als garagehouder en werd de stichter van het attractiepark Futuroscope in Poitiers. In 1968 werd hij senator. Als lid van de Union pour la Démocratie Française (UDF) was hij in 1978-1981 minister van Financiën in de regering van Raymond Barre. In 1985-1986 was hij voorzitter van de gewestraad van Poitou-Charentes. Later werd hij nog minister van Onderwijs (1986-1988) in de regering van Jacques Chirac. In 1992 volgde hij Alain Poher op als Senaatsvoorzitter. Hij bleef dat twee termijnen, totdat hij in 1998 niet herverkozen werd.
- Bibliothèque nationale de France: cb11916566t (data)
- CiNii: DA10673722
- Gemeinsame Normdatei: 129616702
- International Standard Name Identifier: 0000 0001 0938 2592
- Library of Congress Control Number: n81057911
- Nationale Bibliotheek van Israël: 987007449465905171
- Nederlandse Thesaurus van Auteursnamen: 130443980
- Réseau des bibliothèques de Suisse occidentale: 02-A003604478
- Système universitaire de documentation: 027035204
- Virtual International Authority File: 115531236
- WorldCat: E39PBJgRWGmw3V9kTQcbHyrKBP